# 8º Reggimento carabinieri "Lazio"
L'8º Reggimento Carabinieri “Lazio” è un reparto inquadrato nella linea mobile dell'Arma. È posto alle dirette dipendenze della 1ª Brigata Mobile Carabinieri, che esercita funzioni di alto coordinamento e controllo verso i Reparti dipendenti. Ha sede nella Caserma Salvo D'Acquisto ubicata a Roma in Viale Tor di Quinto nr.151, ed ha alle dipendenze il 9º Battaglione Carabinieri “Sardegna” con sede a Cagliari.

## Storia

### Il battaglione mobile
Le origini del Reparto risalgono al 2 maggio del 1920 quando, con Decreto del Ministro della Guerra (Ivanoe Bonomi), vennero costituiti 18 Battaglioni Mobili per il concorso ai servizi di ordine e sicurezza pubblica, tre dei quali denominati “Battaglione Mobile Carabinieri Roma 1”, Roma 2 e Roma 3”.
A seguito della soppressione del “Battaglione Mobile Carabinieri Roma 1” i rimanenti reparti, il 10 gennaio 1923, assumono rispettivamente la denominazione di “7º Battaglione Mobile Carabinieri” e 8º Battaglione Mobile Carabinieri” venendo, quest’ultimo, poi soppresso il 30 dicembre successivo con R.D. nr. 2980/1923.
Con l’entrata dell’Italia nella seconda guerra mondiale, la Legione Territoriale di Palermo costituisce un Battaglione denominato “8º Battaglione Carabinieri Mobilitato”. Articolato su 3 compagnie e 1 plotone Comando fu impiegato sul fronte Greco – Albanese – Jugoslavo, ove persero la vita 102 Carabinieri e 70 rimasero feriti, meritando il conferimento di 5 medaglie d’argento al valor militare (di cui una medaglia d’argento al valor militare al S.Ten. Pieche Enrico e 4 medaglie d’argento alla memoria ai rispettivi Carabinieri: Emanuele Giuseppe, Longo Giuseppe, Martino Pasquale, Puglisi Concetto). L’8 settembre 1943, in seguito all’Armistizio, il reparto viene disciolto.
Nel settembre 1945 viene ricostituito il Battaglione Mobile "Lazio" e conseguentemente posto alle dipendenze del Raggruppamento di Battaglioni Mobili di Roma.
Il 17 ottobre 1947 il Reparto passa alle dipendenze di impiego e addestrative della 4ª Brigata Carabinieri e successivamente a quelle della Legione Carabinieri “Lazio”.

Il 1º marzo 1950, l’unità assume la denominazione “VIII Battaglione Mobile Carabinieri”; dal 6 al 19 febbraio 1977 presta valida opera di soccorso alle popolazioni colpite dal terremoto di Tuscania (VT). Il Battaglione viene successivamente inquadrato nel 2º Reggimento.

Il 1º settembre 1977, in seguito alla ristrutturazione dell’Esercito, il Battaglione, divenuto “Comando di Corpo”, passa alle dirette dipendenze dell’11ª Brigata Carabinieri, assumendo la denominazione di “8º Battaglione Carabinieri “Lazio”. Al Reparto, con D.P.R. nr.861 del 7 ottobre 1977, pubblicato sulla G.U. della Repubblica Italiana nr. 326 del 30 novembre 1977, è assegnata la Bandiera di Guerra del disciolto 2º Reggimento. Il 1º marzo del 1995 il 2º Reggimento carabinieri, in seguito alla sua ricostituzione, riassume in consegna la Bandiera di Guerra a suo tempo ceduta all’8º Battaglione. 
Al Battaglione viene pertanto concessa la Bandiera di Guerra con D.P.R. 15 dicembre 1994, pubblicato sulla G.U. della Repubblica Italiana nr.51 del 2 marzo 1995.
Il nuovo Vessillo è consegnato al Comandante pro-tempore del Battaglione nel corso di cerimonia svoltasi il 28 novembre 1997 nell’attuale Caserma “Salvo D’Acquisto”.

Dal 1º luglio del 2000 al marzo del 2004 il Reparto subisce delle strutturali modificazioni ordinative approdate nell’attuale fisionomia in cui le compagnie, costituenti “le fondamenta” del Reparto, sono state ridenominate rispettivamente in:
- 1ª Compagnia;
- 2ª Compagnia;
- 3ª Compagnia;
- Compagnia Comando e Servizi.

Il 1º aprile 2004 vide costituita la Compagnia di intervento operativo con compiti di pattugliamento, rastrellamenti di aree rurali, posti di blocco e di controllo lungo gli assi viari di principali interesse, perquisizioni locali e domiciliari anche per blocchi di edifici, per rispondere in tempi ancora più rapidi a particolari situazioni di criticità dell’ordine e della sicurezza pubblica.

### Il reggimento
Il 1º ottobre del 2009, con la riorganizzazione dei reparti della 1ª Brigata Mobile, l’8º Battaglione Carabinieri “Lazio” è stato elevato a rango di “Reggimento” ed ha assunto l’attuale fisionomia e configurazione ordinativa.

In data 14 dicembre 2015, il Comando Generale dell’Arma dei Carabinieri costituisce, nell’ambito dell’ “8º Reggimento Carabinieri “Lazio” e di tutta l’organizzazione mobile, le S.O.S. (Squadre Operative di Supporto) e cioè dei dispositivi operativi in grado di assicurare un’efficace capacità di reazione a minacce all’ordine e sicurezza pubblica e una tempestiva gestione di situazioni potenzialmente critiche.

## Compiti

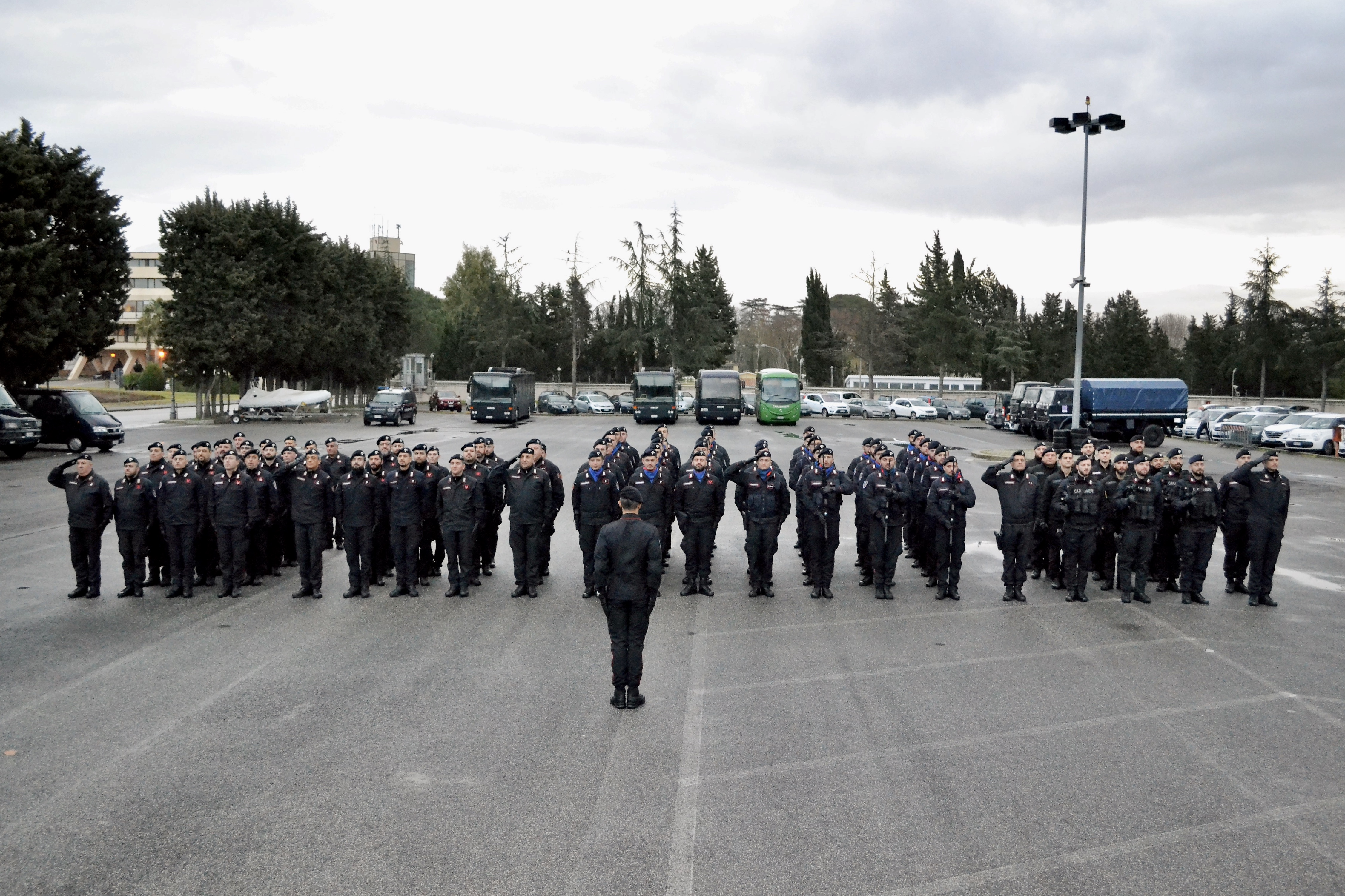
Alzabandiera 8º Reggimento Lazio

L’8º Reggimento Carabinieri “Lazio” costituisce massa di manovra del Comando Generale volta all’assolvimento di particolari servizi istituzionali in risposta alle aderenti esigenze di sicurezza nazionale.
Esso espleta attività connesse con:
- il concorso alla difesa integrata del territorio nazionale;
- la partecipazione ai servizi di ordine e sicurezza pubblica;
- la vigilanza ad obiettivi sensibili militari e a quelli di natura civile definiti, di volta in volta, dall'Autorità di Pubblica Sicurezza;
- il supporto dell’Organizzazione territoriale per incrementare il controllo del territorio nelle zone/aree più sensibili sotto il profilo della sicurezza pubblica;
- la predisposizione di assetti da impiegare nelle missioni “fuori area” per l’assolvimento delle funzioni di polizia militare ed il sostegno di alcune attività logistiche;
- le esigenze di protezione civile.

## Mezzi
L’8º Reggimento Carabinieri “Lazio”, in funzione delle esigenze di impiego, utilizza i seguenti mezzi:
- Fiat Iveco Turbo Daily adibito al trasporto di un numero inferiore di militari rispetto all’Iveco 50/C17-18 quindi non adeguato/adatto al trasporto di squadra. Una delle caratteristiche peculiari è la rusticità d’impiego e la motricità in condizioni di terreno accidentato e impervio per via del suo assetto rialzato;
- Land Rover Discovery fuoristrada per l’impiego in O.P., dispone di un sistema di protezione a grate contro il lancio di oggetti;
- Veicolo protetto RG-12 e 21 W mezzo protetto, allestito per rilevanti/massicci servizi di O.P., è in grado di trasportare 10 operatori con relativo equipaggiamento ed è utilizzato, su autorizzazione del Comando Generale, in caso di perturbamenti dell’ordine e della sicurezza pubblica;
- Veicolo protetto Iveco VM 90 P mezzo protetto utilizzato per specifiche e settoriali esigenze, dotato di una elevata protezione balistica;
- Subaru Forester è un mezzo blindato usato, per la sua versatilità, dalle Squadre Operative di Supporto (S.O.S.) ed è in grado di trasportare fino a 5 militari. È idoneo ad un impiego su strada ed anche fuoristrada, grazie alla trazione integrale permanente ed alle marce ridotte.

## Elenco nominativo dei comandanti

### VIII Battaglione
- 1° Ten.Col. MONTINARI Giuseppe 16.10.1919 - 02.07.1927
- 2° Ten.Col. BORGHI Ettore 03.07.1927 - 25.01.1930
- 3° Ten.Col. D’ERRICO Enrico 26.01.1930 - 17.10.1931
- 4° Ten.Col. BORTOLI Antonio 18.10.1931 - 03.02.1934
- 5° Magg. OLIVA Francesco 04.02.1934 - 22.12.1934
- 6° Ten.Col. GIORDANI Raffaele 23.12.1934 - 01.01.1943
- 7° Ten.Col. FELICI Silvio 02.01.1943 - 08.09.1943
- 8° Ten.Col. GRASSI Giovanni 02.09.1945 - 09.04.1946
- 9° Ten.Col. DE BLASI Giorgio 10.04.1946 - 28.02.1948
- 10° Magg. SMECCA Giulio 01.03.1948 - 10.06.1952
- 11° Magg. CANCILLA Giuseppe 11.06.1952 - 14.09.1953
- 12° Ten.Col. PARMEGIANI Giacomo 28.10.1953 - 17.11.1954
- 13° Ten.Col. CIRIMINNO Gioacchino 18.11.1954 - 26.10.1956
- 14° Magg. PASQUALINI Luigi 10.12.1956 - 15.03.1959
- 15° Ten.Col. DI FALCO Enrico 14.06.1959 - 18.11.1959
- 16° Ten.Col. GIUDICI Giancarlo 08.02.1960 - 31.07.1963
- 17° Magg. PASQUA Pietro 01.08.1963 - 16.05.1965
- 18° Magg. DIANA Raffaele 17.05.1965 - 13.09.1967
- 19° Ten.Col. BERIONNI Giovanni 30.10.1967 - 12.11.1968
- 20° Magg. FAZIO Gaetano 16.11.1968 - 12.04.1969
- 21° Magg. FILIPPUCCI Bruto 03.09.1969 - 06.09.1971
- 22° Ten.Col. t.SG MIRENNA Nicolò 07.09.1971 - 15.10.1973
- 23° Ten.Col. LIGUORI Giulio 16.10.1973 - 10.10.1974
- 24° Ten.Col. t.SG NARICI Giovanni 15.10.1974 - 19.08.1977
- 25° Ten.Col. t.SG CROTTI Carlo 20.08.1977 - 10.09.1979
- 26° Ten.Col. SPINELLI Francesco 11.09.1979 - 15.03.1982
- 27° Ten.Col. t.SG CENNICCOLA Mariano 16.03.1982 - 07.09.1984
- 28° Ten.Col. CELLI Antonio 08.09.1984 - 17.09.1986
- 29° Ten.Col. TORNAR Arturo 18.09.1986 - 18.09.1987
- 30° Ten.Col. t.SG GOTTARDO Luciano 19.09.1987 - 31.07.1989
- 31° Ten.Col. DE SINNO Enrico 01.08.1989 - 30.08.1991
- 32° Ten.Col. DI GIORGIO Guglielmo 31.08.1991 - 26.03.1994
- 33° Ten.Col. CHIARELLI Cosimo 27.03.1994 - 27.06.1996
- 34° Ten.Col. BATTAGLIA Giacomo 28.06.1996 - 16.07.1998
- 35° Ten.Col. t.SG AMATO Riccardo 10.08.1998 - 31.08.1999
- 36° Ten.Col. COLACICCO Antonio 01.09.1999 - 03.09.2001
- 37° Ten.Col. TRUGLIO Giovanni 04.09.2001 - 16.09.2002
- 38° Ten.Col. MARZO Antonio 17.09.2002 - 21.08.2003
- 39° Ten.Col. SCASSA Federico 22.08.2003 - 02.10.2004
- 40° Ten.Col. CALISTI Filippo 03.10.2004 - 03.09.2007
- 41° Ten.Col. t.ISSMI DI MEGLIO Gioacchino 04.09.2007 - 23.09.2009

### 8º Reggimento
- 1° Col. ORESTA Pietro 24.09.2009 - 30.09.2010
- 2° Col. PATERNA Andrea 01.10.2010 - 12.10.2014
- 2° Col. BALDASSARE Daidone 13.10.2014 - 06.10.2015
- 4° Col. DI STASIO Antonio 07.10.2015 - 12.09.2016
- 5° Col. SPINA Giuseppe 13.09.2016 - 26.09.2017
- 6° Col. TROMBETTI Gianluca 27.09.2017 - 12.09.2019
- 7° Col. PALMA Giuseppe 13.09.2019 - 28.08.2022
- 8° Col. SOLE Massimiliano 29.08.2022 - 13.09.2024
- 9° Col. GRECO Alceo 14.09.2024 - in carica

## Galleria d'immagini

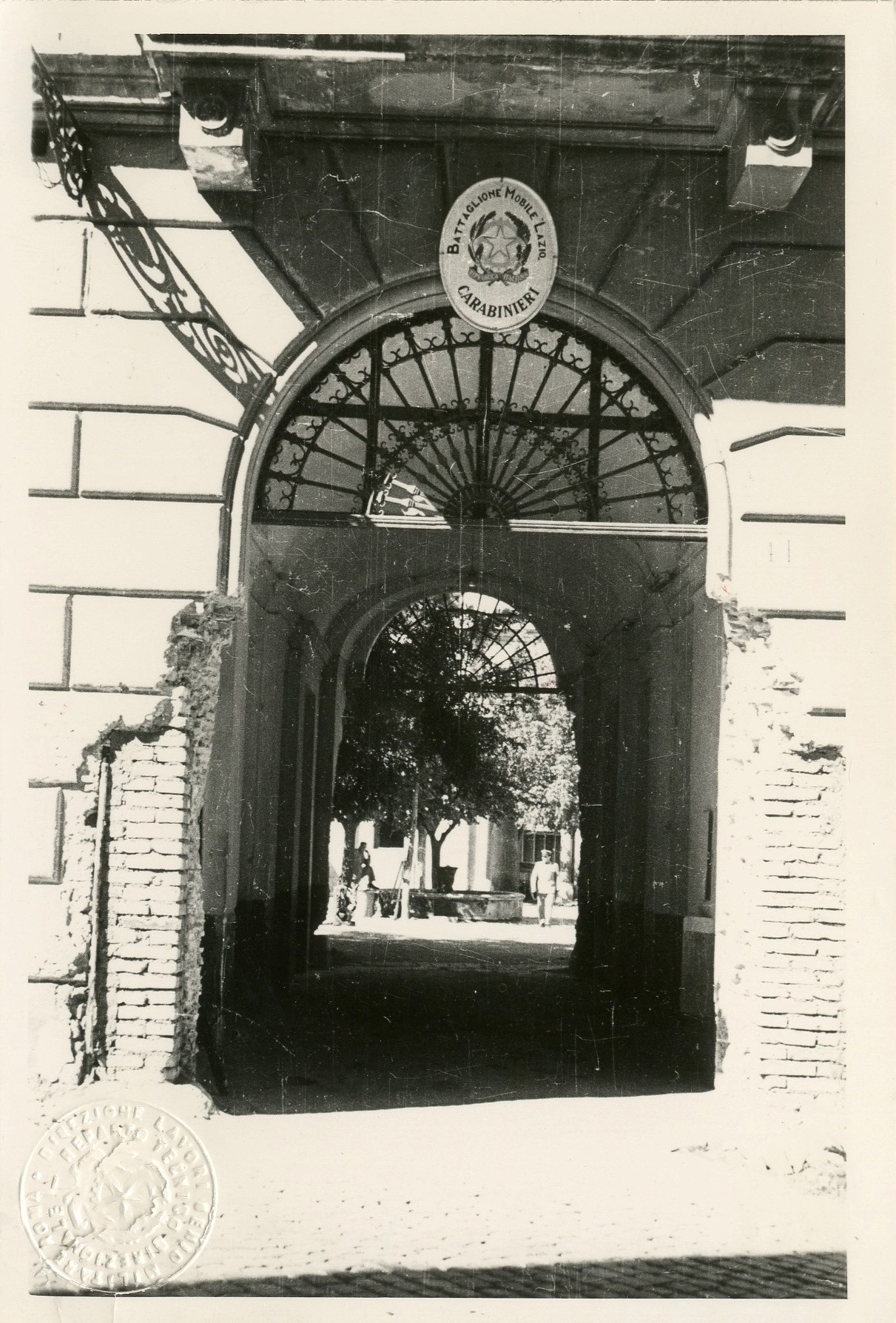
8º Battaglione Lazio Via Garibaldi
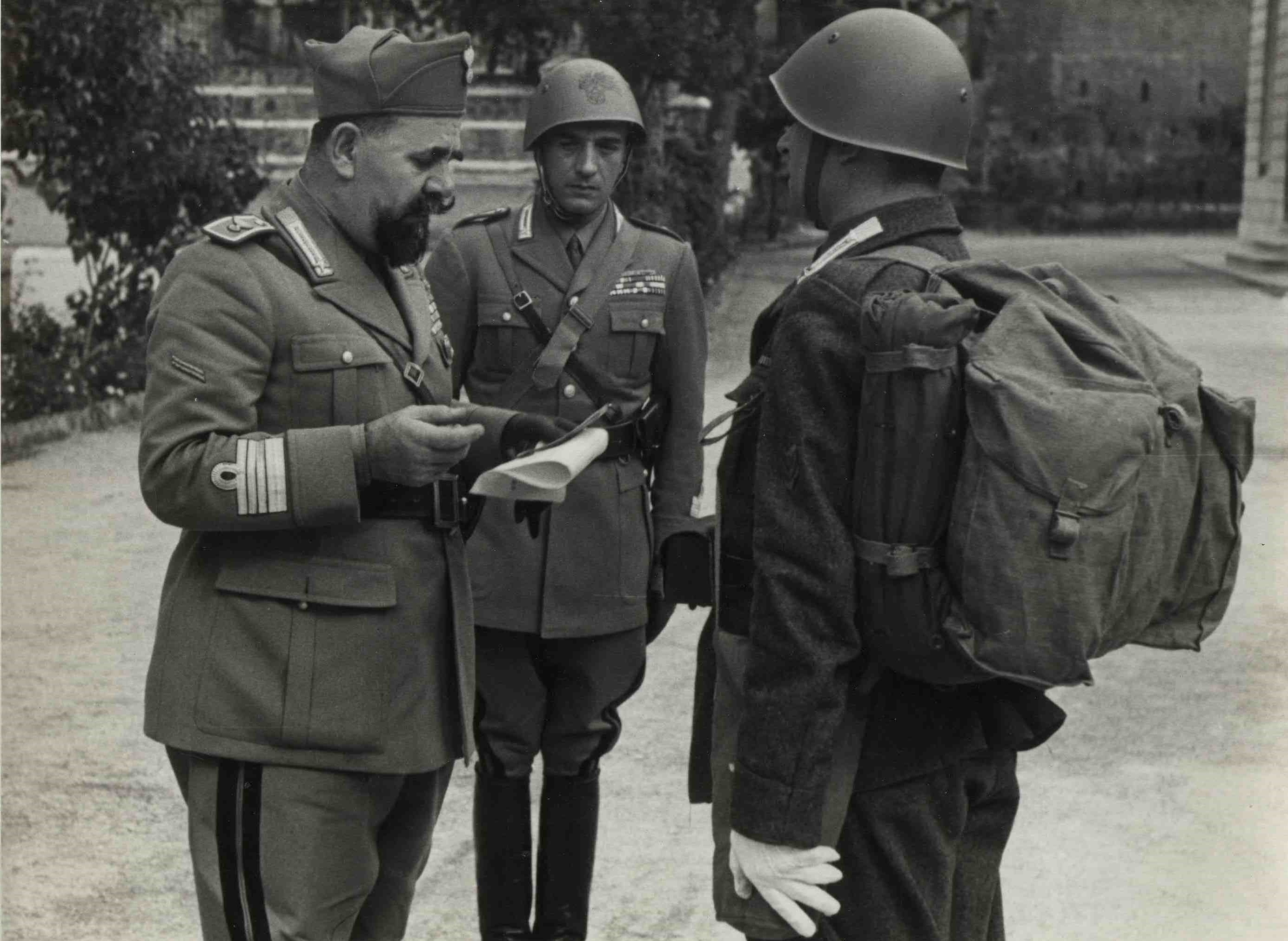
Carabiniere a colloquio con il Comandante del 3º Battaglione Mobilitato, 21 agosto 1940.
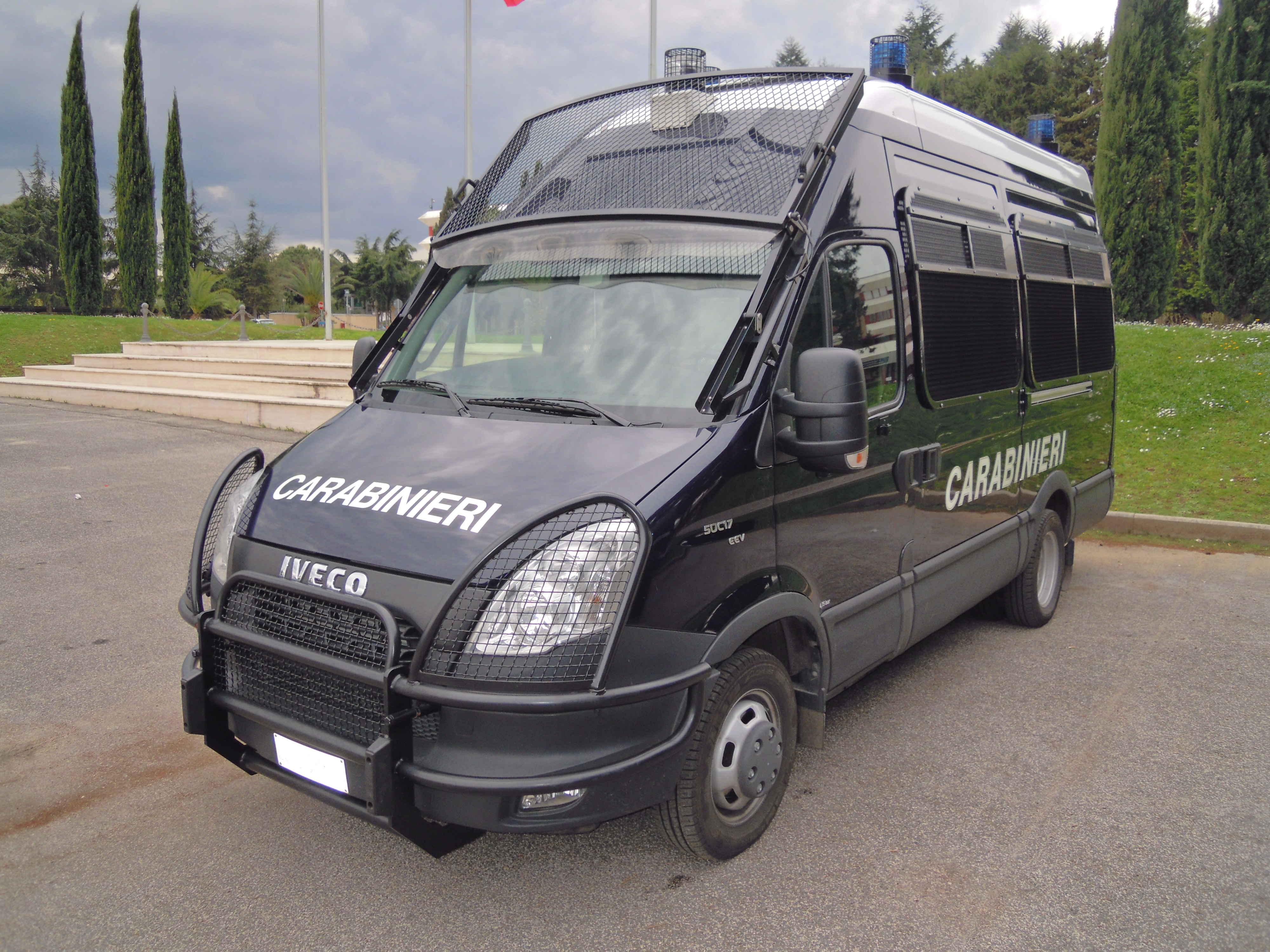
Iveco 50 C17
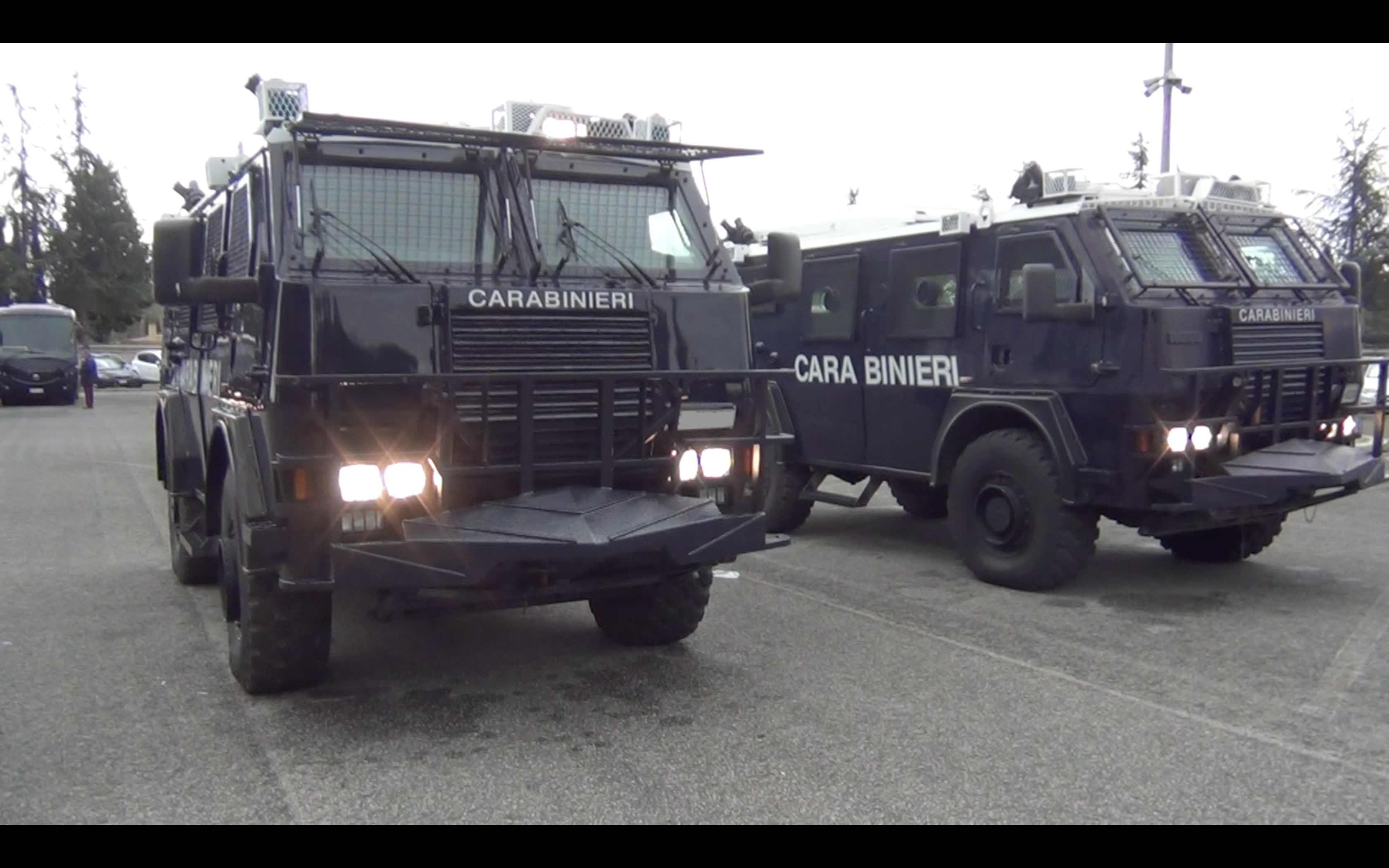
Veicolo protetto RG-12